# Xiloteca
Una xiloteca es una colección de maderas (xylos = madera). Es en las xilotecas en donde, en mayor o menor escala, están representada la propia flora de un país, así como también ejemplares de otras regiones del mundo.
La xiloteca oficial con mayor número de muestras es la Colección Memorial Samuel James Record, de la Escuela Forestal de la Universidad de Yale, New Haven (Connecticut, EE. UU.) con 60.000 especímenes .
La segunda xiloteca en importancia es la del museo real de África central de Tervuren, Bélgica, que en septiembre de 2004 contaba con 57.165 muestras.
Otras xilotecas importantes son:
| Xiloteca                | Muestras |
| Bogor (Indonesia)       | 33.000   |
| Kew (Inglaterra)        | 20.000   |
| Chicago (EE. UU.)       | 18.000   |
| Melbourne (Australia)   | 17.000   |
| Dehradun (India)        | 15.000   |
| Laguna (Filipinas)      | 11.000   |
| San Petersburgo (Rusia) | 8.000    |
| Kepong (Malaya)         | 7.000    |
| México                  | 6.000    |
| Costa Rica              | 6.000    |

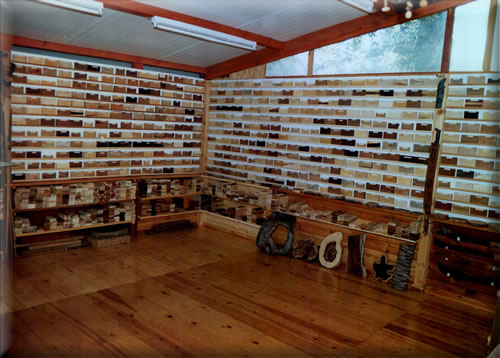
Interior de la Xiloteca Manuel Soler, en Denia (España).

Una xiloteca es necesaria para conocer el valor científico y económico de las maderas existentes. Al mismo tiempo, sus muestras sirven como material de estudio para la xilotomía, propiedades físicas y mecánicas de la madera, durabilidad y conservación. La existencia de xilotecas tiene además aplicaciones prácticas inmediatas para todos los que necesitan hacer un análisis morfológico - visual de las maderas, como es el caso de tecnólogos, personal especializado y usuarios de la madera, así como en la industria y el comercio de esta materia prima.
Por modesta que sea una colección de maderas, cada una de sus muestras es un compendio o una monografía que encierra una vasta información, siendo de gran importancia en museos, escuelas y universidades, por su valor didáctico y docente.
Es norma común y establecida que las xilotecas de diferentes países se intercambien muestras e información, aumentando así sus conocimientos y su colección.